# William L. Snyder
William L. Snyder' (né le 14 février 1918 à Baltimore, dans le Maryland et mort le 3 juin 1998  à Livingston, dans l'État de New York) est un producteur de cinéma américain.

## Biographie
Fondateur de Rembrandt Films, William L. Snyder a reçu un Oscar du meilleur court métrage d'animation lors de la cérémonie de 1961 pour Munro.